# دهستان شریف‌آباد (پاکدشت)
دهستان شریف‌آباد (پاکدشت) دهستانی در بخش شریف‌آباد شهرستان پاکدشت، استان تهران در ایران است. براساس سرشماری مرکز آمار ایران در سال ۱۳۸۵، جمعیت آن ۸۸۷۸ نفر (۲۳۶۸ خانوار) بوده‌است.